# Diabrotica signaticornis
Diabrotica signaticornis là một loài bọ cánh cứng trong họ Chrysomelidae. Loài này được Chevrolat miêu tả khoa học năm 1844.